# تپه کانیا کوره
تپه کانیا کوره مربوط به سدهٔ ۸–۶ ه.ق است و در شهرستان ارومیه، بخش صومای برادوست، دهستان برادوست، ۲ کیلومتری جنوب شرق روستای پست واقع شده و این اثر در تاریخ ۲۵ آبان ۱۳۸۷ با شمارهٔ ثبت ۲۳۵۵۳ به‌عنوان یکی از آثار ملی ایران به ثبت رسیده است.